# Dalby Huse
Dalby Huse er en sommerhusby i Nordsjælland med 280 indbyggere  (2024). Dalby Huse er beliggende ved Isefjord på Hornsherred tre kilometer nord for Dalby, 10 kilometer nord for Skibby og 12 kilometer sydvest for Frederikssund. Byen ligger i Region Hovedstaden og tilhører Frederikssund Kommune.
Dalby Huse er beliggende i Krogstrup Sogn.